# 982

982(구백팔십)은 981보다 크고 983보다 작은 자연수다.

## 수학
- 합성수로, 그 약수는 1, 2, 491, 982이다. 진약수의 합은 494이므로, 982는 부족수다.
  - 294번째 반소수다. 앞의 반소수는 979, 다음 반소수는 985다.
- 88번째 불가촉수다. 앞의 불가촉수는 976, 다음은 996이다.

## 과학
- NGC 982: 안드로메다자리 방향에 있는 나선 은하.

## 군사
- U-982(영어판): 제2차 세계 대전에 사용된 나치 독일의 군용 잠수함.

## 문화유산
- 대한민국의 보물 제982호: 이천 장암리 마애보살반가상

## 방송
- B tv의 SPOTV2 채널 번호.
- B tv 케이블의 스카이 스포츠 채널 번호.

## 기타
- 연도: 982년, 기원전 982년